# Petros Konstantinidis
Petros Konstantinidis –en griego, Πέτρος Κωνσταντινίδης– es un deportista griego que compitió en vela en la clase Tornado. Ganó dos medallas de oro en el Campeonato Mundial de Tornado, en los años 2017 y 2018.

## Palmarés internacional
| \| Campeonato Mundial \| Campeonato Mundial \| Campeonato Mundial \| Campeonato Mundial \| \| Año \| Lugar \| Medalla \| Clase \| \| ------------------ \| ------------------------- \| ------------------ \| ------------------ \| \| 2017 \| Salónica (Grecia) \| Medalla de oro \| Tornado \| \| 2018 \| La Grande-Motte (Francia) \| Medalla de oro \| Tornado \| |                           |                |         |
| Campeonato Mundial |                           |                |         |
| Año | Lugar                     | Medalla        | Clase   |
| 2017 | Salónica (Grecia)         | Medalla de oro | Tornado |
| 2018 | La Grande-Motte (Francia) | Medalla de oro | Tornado |